# Aché (rivière)
Pour les articles homonymes, voir Aché.
L'Aché (Аше) est une petite rivière côtière de 40 kilomètres du sud de la Russie qui se jette dans la mer Noire à Aché, village dépendant du raïon de Lazarevskoïe appartenant à l'ensemble balnéaire du Grand Sotchi.

## Description
La rivière prend naissance à la confluence de la Bekicheï qu'elle prolonge et du Bolchoïe Pseouchkho, à l'est du village de Lygotkh sur les pentes sud du Grand Caucase. Elle forme la vallée d'Émeraude (Izoumroudnaïa Dolina) et se présente comme une rivière typique de ces montagnes caucasiennes caillouteuses avec un débit bas en été et des rapides au printemps et dans les périodes de grosses pluies. Elle traverse d'abord les villages de Kalej et Khadjiko, puis se dirige vers le sud-ouest en baignant les villages de Moukhortova Poliana, Tikhonovka et Aché, où elle se jette dans la mer Noire.
Sa vallée est un lieu d'excursion prisé des touristes, ombragée de grands arbres. On y trouve la Roche des Anciens (Skala Starikov), la chute d'eau Psydakh (30 mètres de hauteur), la chute d'eau Chapsoug (plus de 80 mètres de hauteur), ou encore la Grotte des Sorcières (Pechtchera Vedm), ainsi que des dolmens.
L'origine de son nom viendrait selon certains historiens du nom d'une famille féodale abkhaze au Moyen Âge, du nom d'Atchba, qui possédait les villages de son cours  inférieur.
Son embouchure est traversée par un pont ferroviaire construit par l'ingénieur Vladimir Choukhov sur la ligne Touapsé-Soukhoum.

## Notes et références

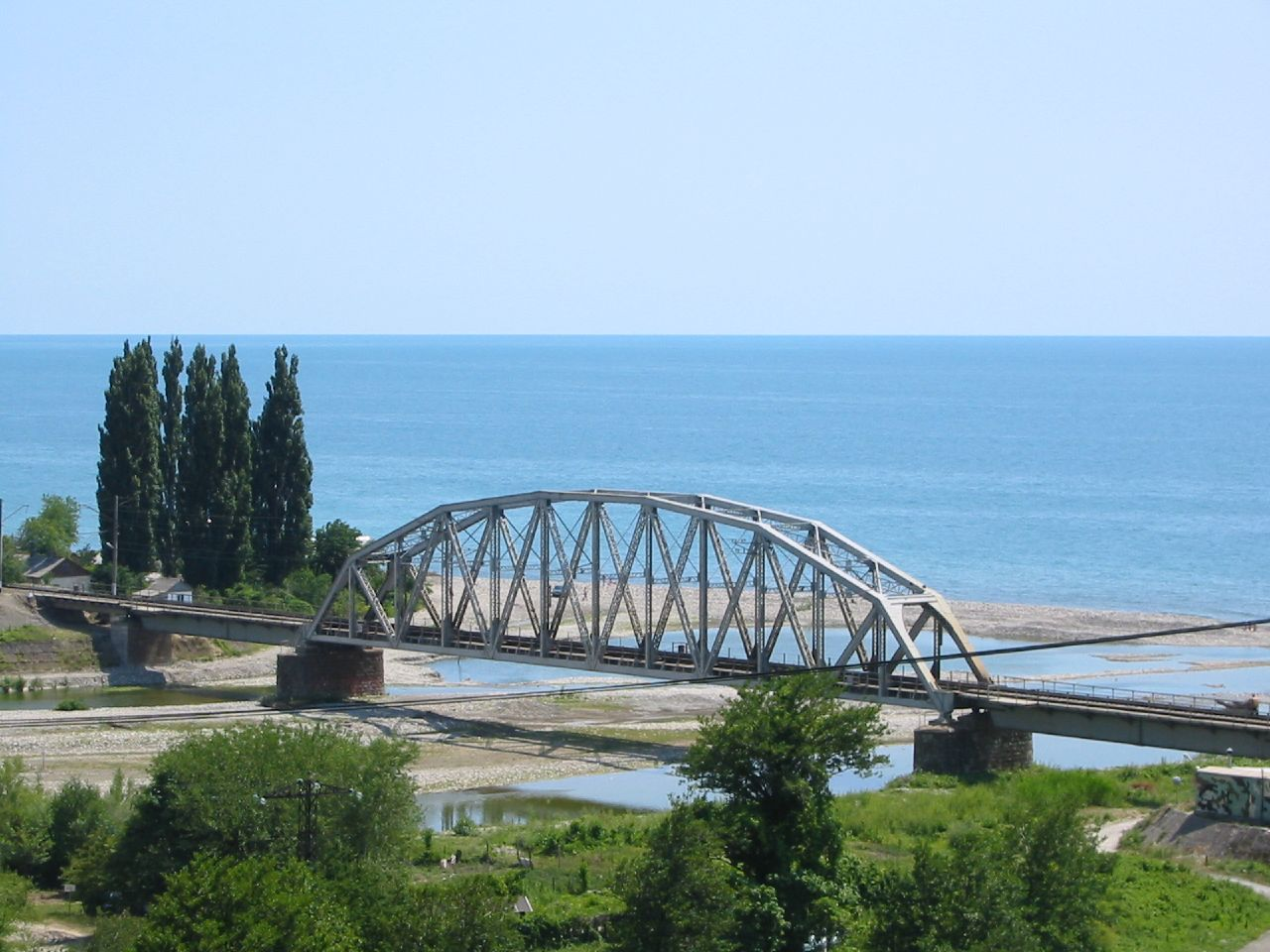
Pont ferroviaire à l'embouchure de l'Aché, construit par Vladimir Choukhov

## Source
- (ru) Cet article est partiellement ou en totalité issu de l’article de Wikipédia en russe intitulé « Аше (река) » (voir la liste des auteurs).